# Josip Ivančić
Josip Ivančić (Zagabria, 29 marzo 1991) è un calciatore croato, attaccante dell'FC Francavilla.

## Palmarès

### Club

#### Competizioni nazionali
- Supercoppa di Croazia: 1

Rijeka: 2014
- Supercoppa di Moldavia: 1

Sheriff Tiraspol: 2016